# Home (Depeche Mode)
Home è un singolo del gruppo musicale britannico Depeche Mode, pubblicato il 16 giugno 1997 come terzo estratto dal nono album in studio Ultra.

## Descrizione
Si tratta del terzo singolo nella carriera del gruppo ad essere cantato da Martin Gore ed è una ballata trip hop arricchita da una sezione di strumenti ad arco. La copertina del singolo è un disegno di Emma Corbijn, figlia di Anton Corbijn, che all'epoca aveva cinque anni.

## Promozione
Home venne commercializzato esclusivamente nel mercato europeo, sebbene la sua uscita fosse stata programmata anche per gli Stati Uniti d'America. Tuttavia, molte radio statunitensi dell'epoca decisero di trasmettere Useless (il singolo seguente) e la Reprise Records fu costretta a cancellarne la pubblicazione e distribuire al suo posto il doppio lato A Home/Useless.
A livello commerciale ottenne un successo discreto in Europa, giungendo nella Top 30 della Official Singles Chart britannica. Ebbene invece grande successo in Italia, dove debuttò direttamente in cima alla Top Singoli.

## Video musicale
Il video, diretto da Steve Green, mostra un alieno dalle sembrianza umane nell'atto di esplorare delle camere di un motel, tra cui anche quella del trio.

## Tracce
Testi e musiche di Martin L Gore.
CD – parte 1 (Australia, Europa, Hong Kong, Messico)
1. Home (Single Version) – 5:46
2. Home (Air "Around the Golf" Remix) – 3:57
3. Home (LFO Meant to Be) – 4:26
4. Home (The Noodles & the Damage Done) – 6:36

CD – parte 2 (Europa, Hong Kong)
1. Home (Jedi Knights Remix (Drowning in Time)) – 7:01
2. Home (Grantby Mix) – 4:38
3. Barrel of a Gun (Live) – 6:00
4. It's No Good (Live) – 4:07

CD maxi (Giappone)
1. Home – 5:47
2. Home (Air "Around the Golf" Remix) – 3:47
3. Home (LFO Meant to Be) – 4:26
4. Home (The Noodles & the Damage Done) – 6:37
5. Home (Jedi Knights Remix (Drowning in Time)) – 7:02
6. Home (Grantby Mix) – 4:39
7. Barrel of a Gun (Live) – 6:02
8. It's No Good (Live) – 4:06

MC (Regno Unito)
- Lato A

1. Home – 5:47

- Lato B

1. It's No Good (Live) – 4:06

12" (Germania, Regno Unito)
- Lato A

1. Home (Jedi Knights Remix (Drowning in Time)) – 7:01
2. Home (Air "Around the Golf" Remix) – 3:56

- Lato B

1. Home (Meant to Be) – 4:25
2. Home (Grantby Mix) – 4:38

7" (Stati Uniti) – Home/Useless
- Lato A

1. Home – 5:46

- Lato B

1. Useless (Remix) – 4:06

CD (Stati Uniti) – Home/Useless
1. Home – 5:46
2. Home (Air "Around The Golf" Remix) – 3:58
3. Useless (Remix) – 4:06

CD maxi (Stati Uniti) – Home/Useless
1. Home – 5:46
2. Home (Grantby Mix) – 4:38
3. Home (LFO Meant to Be) – 4:26
4. Home (The Noodles & the Damage Done) – 6:22
5. Useless (CJ Bolland Ultrasonar Extended Mix) – 6:00
6. Useless (CJ Bolland Funky Sub Mix) – 5:38
7. Useless (Kruder + Dorfmeister Session™) – 9:11
8. Useless (Escape from Wherever: Parts 1 & 2) – 7:15
9. Barrel of a Gun (Video)
10. It's No Good (Video)
11. Home (Video)
12. Useless (Video)

## Formazione
Hanno partecipato alle registrazioni, secondo le note di copertina di Ultra:
Gruppo
- Andrew Fletcher – strumentazione
- Martin Gore – strumentazione, voce

Altri musicisti
- Kerry Hopwood – programmazione
- Dave Clayton – tastiera, programmazione tastiera, arrangiamento strumenti ad arco
- Richard Niles – direzione
- Graham Perkins – coordinazione strumenti ad arco

Produzione
- Tim Simenon – produzione, missaggio
- Q – missaggio, ingegneria del suono
- Paul Hicks – assistenza tecnica
- Guy Massey – assistenza tecnica
- Lee Fitzgerald – assistenza tecnica
- Tom Rixton – assistenza tecnica
- Gary Forde – assistenza tecnica
- Lee Phillips – assistenza tecnica
- Jamie Campbell – assistenza tecnica
- Jim – assistenza tecnica
- Greg – assistenza tecnica
- Audie Chamberlain – assistenza tecnica
- Robbie Kazandjian – assistenza tecnica
- Mike Marsh – mastering
- Gareth Jones – ingegneria aggiuntiva della voce
- Anton Corbijn – direzione artistica, fotografia, copertina principale
- Brian Dowling – stampa dei colori
- Area – design interni

## Classifiche
| Classifica (1997)                 | Posizione massima |
| --------------------------------- | ----------------- |
| Belgio (Fiandre)                  | 69                |
| Finlandia                         | 15                |
| Germania                          | 11                |
| Italia                            | 1                 |
| Paesi Bassi                       | 78                |
| Regno Unito                       | 23                |
| Spagna                            | 4                 |
| Stati Uniti                       | 88                |
| Stati Uniti (dance singles sales) | 15                |
| Svezia                            | 10                |
| Svizzera                          | 47                |